# Morgan Pearson
Morgan Pearson (New Vernon, 22 de setembro de 1993) é um triatleta estadunidense, medalhista olímpico.

## Carreira
Pearson conquistou a medalha de prata nos Jogos Olímpicos de Verão de 2020 em Tóquio na prova de revezamento misto ao lado de Katie Zaferes, Taylor Knibb e Kevin McDowell com o tempo de 1:23:55. Nos Jogos Olímpicos de Verão de 2024, em Paris, conquistou novamente a medalha de prata no revezamento misto, ao lado de Knibb, Taylor Spivey, Seth Rider, com o tempo de 1:25:40.